# Eetion (władca Imbros)
Eetion − mityczny władca wyspy Imbros wzmiankowany w Iliadzie [XXI 43]. Przyjaciel Likaona, syna władcy Troi Priama. Gdy Achilles schwytał Likaona i sprzedał go jako niewolnika na Lemnos, Eetion wykupił go i wysłał do Arisbe w Hellesponcie, skąd książę trojański skrycie powrócił do domu.